# Europäischer Mufflon

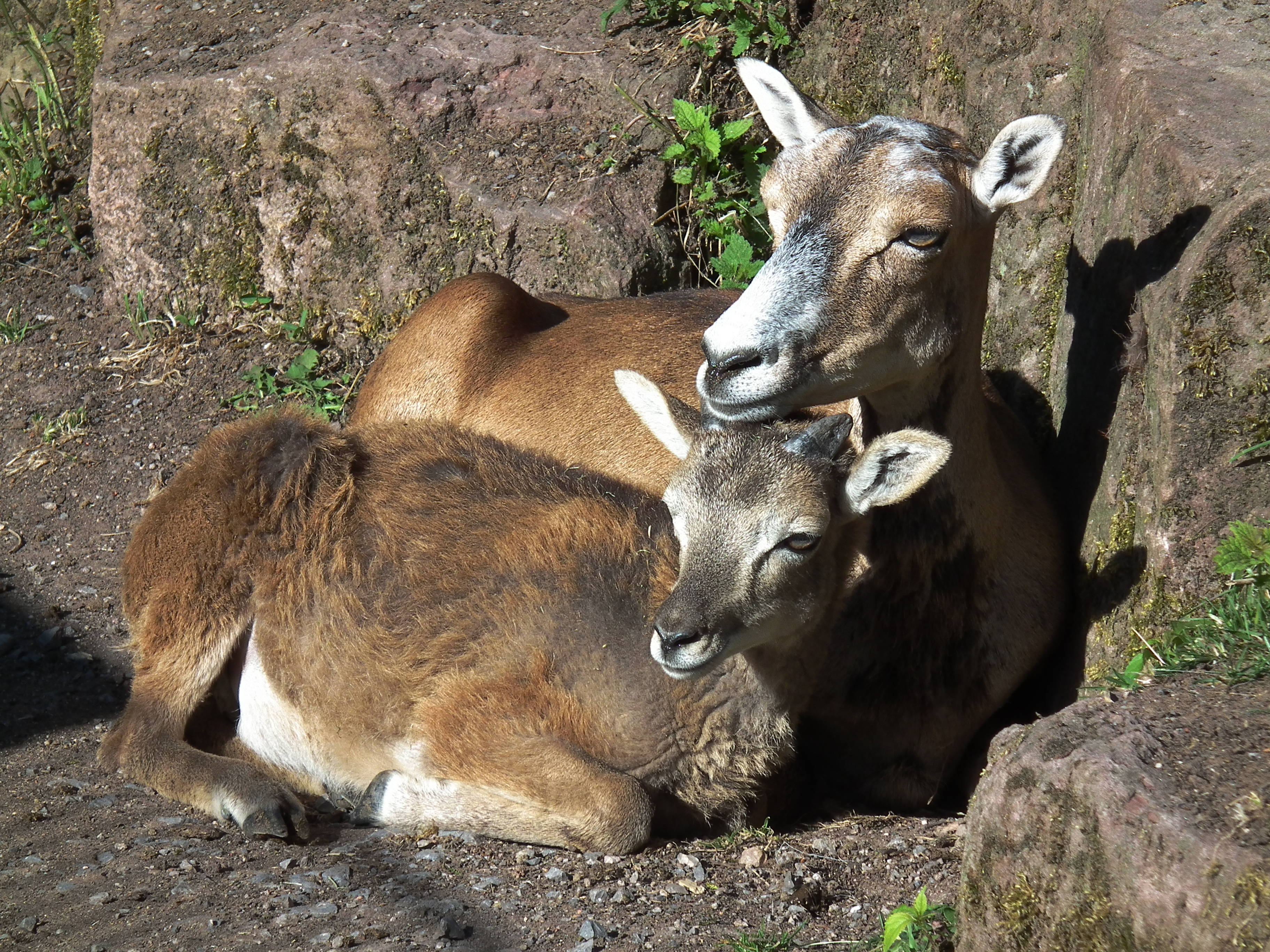
Weibchen mit Jungtier

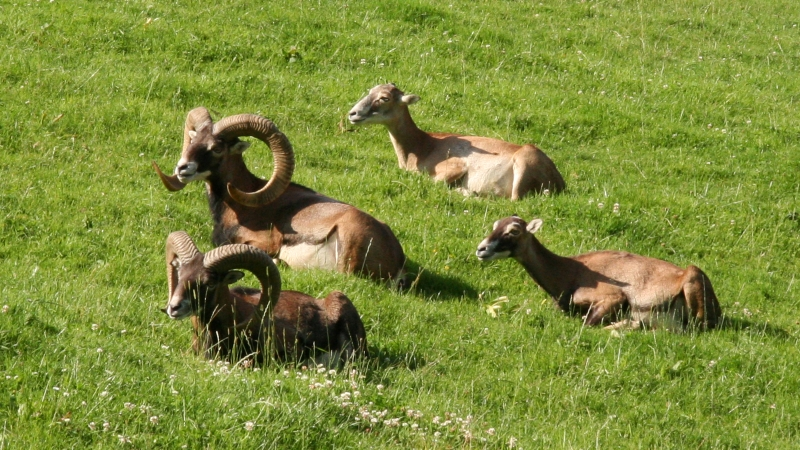
Zwei Widder und zwei Schafe

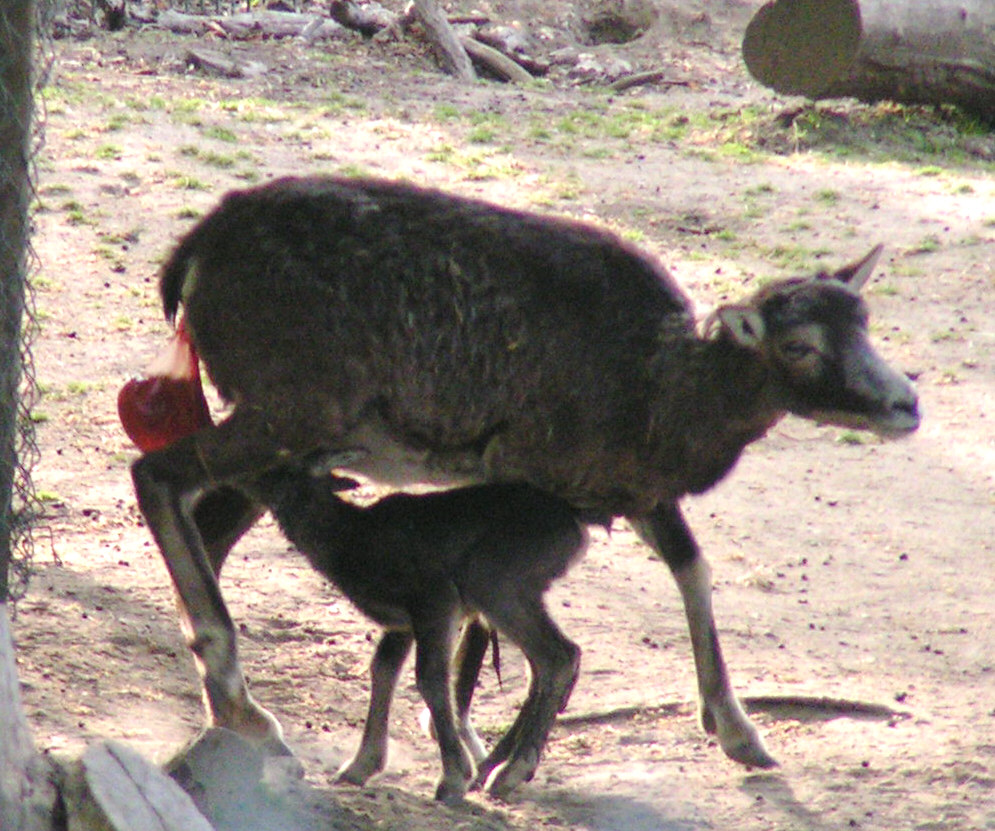
Mufflon-Weibchen mit Jungtier unmittelbar nach der Geburt

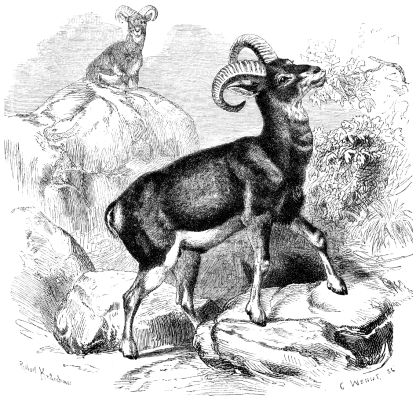
Mufflon aus Brehms Tierleben

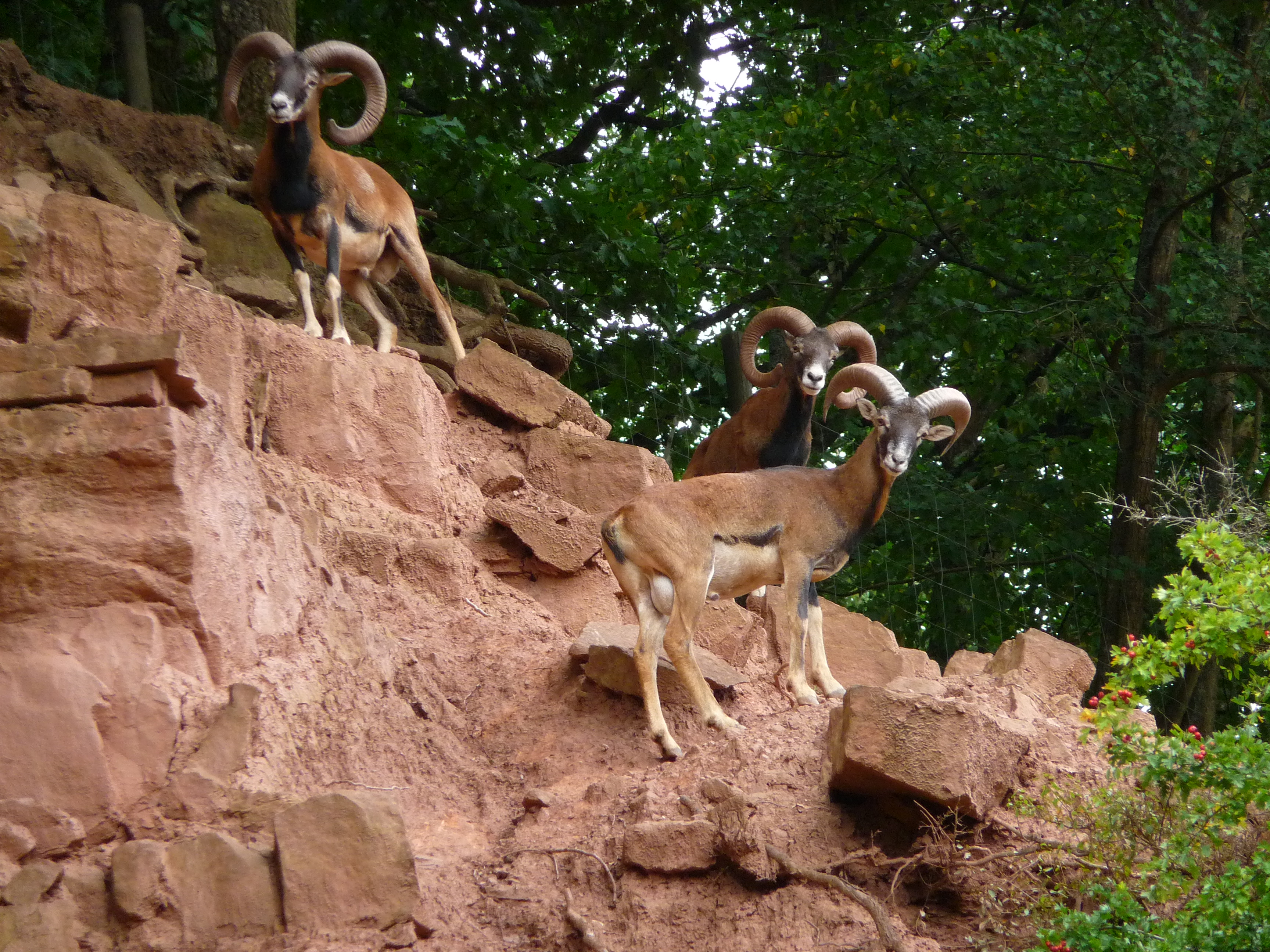
Mufflonwidder im Eifelpark Gondorf

Der Europäische Mufflon (Ovis gmelini musimon, Syn.: Ovis orientalis musimon, Ovis aries musimon), jägersprachlich Muffelwild oder kurz Muffel genannt, ist die westlichste und kleinste Unterart des Mufflons. Verbreitet war er ursprünglich nur auf den Mittelmeerinseln Korsika und Sardinien, ist inzwischen aber in zahlreichen Gegenden Europas eingeführt worden.

## Bezeichnungen
Die männlichen Tiere der Mufflons werden Widder und die Weibchen Schaf oder auch Wildschaf genannt. Die Jungen heißen Lämmer und werden je nach Geschlecht auch Widderlamm oder Schaflamm genannt. In der jagdlichen Fachsprache werden weibliche Tiere vom vollendeten ersten Lebensjahr bis zu dem Zeitpunkt, zu dem sie erstmals Nachwuchs haben, Schmalschaf genannt. Das Gebären wird Setzen oder Lämmern genannt.

## Aussehen
Europäische Mufflons haben eine Körperlänge bis 120 cm, eine Schulterhöhe von 90 cm, ein Gewicht von 25 bis 40 kg bei Schafen, 35 bis 55 kg bei den Widdern.
Der Europäische Mufflon hat ein glattes Haarkleid, die Widder sind im Sommer fuchsrotbraun, meist mit weißlichem Sattelfleck, die Schafe sind bräunlich. Im Winter sind beide Geschlechter dunkler. Die Widder haben schneckenförmig eingedrehte Hörner bis zu 80 cm Länge, Weibchen haben auf Sardinien gar keine Hörner, auf Korsika dagegen kleinere, leicht nach hinten gebogene Hörner.

## Sinne
Als Bewohner einer ursprünglich waldlosen Region oberhalb der Baumgrenze ist bei Mufflons das Sehvermögen gut ausgebildet. Die seitlich stehenden Augen erlauben dem Mufflon, ohne Kopfdrehung einen weiten Umkreis zu überblicken. Bei älteren Widdern kann das Sichtfeld durch die Stellung der Hornspitzen eingeschränkt sein. Widder beginnen deshalb dann, diese Hornspitzen abzuscheuern. Das Binokularsehen ist auf einen relativ kleinen Bereich des Gesichtsfeldes von ca. 60 Grad begrenzt, nur in diesem können sie räumlich sehen. Im übrigen Gesichtsfeld nehmen Mufflons vorwiegend Bewegungen wahr. Werden Mufflons durch eine Bewegung in ihrem seitlichen Gesichtsfeld beunruhigt, drehen sie diesem Objekt ihren Kopf zu, um damit das Objekt in der Tiefe der Landschaft zu orten. Erst dann versuchen sie, durch Prüfen des Windes und ihren Gehörsinn zusätzliche Informationen zu gewinnen, um die Gefährlichkeit der Störung einzuschätzen. Menschen werden noch auf eine Entfernung von 1.000 Metern optisch wahrgenommen. Der Gesichtssinn spielt auch eine erhebliche Rolle beim Zusammenhalt des Rudels. Mufflons, die den Anschluss an ihr Rudel verloren haben, suchen dieses zunächst durch aufgeregtes Hin- und Herlaufen. Erst dann nutzen sie ihren Geruchssinn, um dem Rudel zu folgen. Das Gehör spielt eine Rolle in der Aufrechterhaltung der sozialen Beziehung zwischen den Mitgliedern des Rudels.

## Lautäußerungen
Das Lautrepertoire der Mufflons ist umfangreich und lässt sich in Kontakt-, Warn- und Klagelaute sowie das Locken brunftender Widder unterscheiden. Bereits wenige Minuten nach der Geburt des Lammes lässt das Schaf ein kurzes, dunkles Meckern hören, auf das das Lamm ebenfalls meckernd antwortet. Im Rudel rufen die Schafe mit einem lang gezogenen Meckern nach ihren Lämmern. Lämmer, die ihr Muttertier suchen, lassen ein plärrendes Meckern vernehmen. Klagelaute sind von Lämmern zu hören, wenn sie von einem Feind gegriffen werden oder wenn sie schwer verletzt sind. Von älteren Mufflons sind keine Klagelaute zu vernehmen.
Bei Beunruhigung lassen Mufflons einen durch die Nüstern ausgestoßenen Zischlaut vernehmen. Häufig geht dem Warnruf noch ein nervöses Stampfen mit den Vorderläufen voraus. Der Warnruf ist leise, wenn ein Mufflon nur etwas beunruhigt ist, wird aber bei sich nähernder Gefahr deutlich lauter ausgestoßen. Ein Rudel, dessen Leitschaf diesen Laut ausstößt, flüchtet sofort. Wird der Laut von einem anderen Rudeltier ausgestoßen, beginnt das Rudel zu sichern, wartet jedoch die Reaktion des Leitschafes ab.
Widder lassen beim Treiben brünftiger Schafe einen röchelnden und schnarrenden Laut hören. Das Aufeinanderschlagen oder Knallen der Hörner ist eines der weithin vernehmbaren Geräusche von Mufflons. Es ist am häufigsten während der Brunftzeit zu hören, jedoch kommt es ganzjährig zu Kämpfen der Widder.

## Verbreitung und Lebensraum
Der Europäische Mufflon kommt ursprünglich auf Korsika und Sardinien vor, wo er in offenen Gebirgslandschaften auf steinigen, trockenen Böden lebt. Hier war er durch Jagd und Wilderei gefährdet. Erst strenge Reglementierung und Wiederansiedlungen scheinen den Bestand langsam zu stabilisieren. Auf Korsika, wo die Jagd auf Mufflons seit 1953 verboten ist, lebten 1967 nur noch etwa 180 Mufflons, bis zum Jahr 2010 wuchs der Bestand auf 800 Individuen. Auf Sardinien lagen die Bestandszahlen um 1955 bei etwa 700 Tieren, 1967 nur noch bei rund 300 Exemplaren. Durch Schutzprogramme stieg der Bestand bis 1980 auf über 1.000 Individuen. Im Jahr 2015 konnte ein Bestand von geschätzt 6.000 Mufflons auf Sardinien ermittelt werden.
Seit dem 19. Jahrhundert wurde der Europäische Mufflon als Jagdwild auch zunehmend in Mitteleuropa eingebürgert. Dort lebt er in Laub- und Mischwaldgebieten sowohl im Flachland als auch in den Mittelgebirgen, wobei ebenfalls trockene und steinige Böden bevorzugt werden.

## Verhalten
Europäische Mufflons bilden meist kleine Rudel mit einem älteren Schaf als Leittier. Widder bilden außerhalb der Brunftzeit oft eigene Verbände. In der Brunftzeit kämpfen die Widder um die Schafe, vor allem mit gegenseitigen Rammstößen der eingedrehten Hörner, um den Konkurrenten abzudrängen. Europäische Mufflons sind Pflanzenfresser und haben ein breites Nahrungsspektrum. Sie entrinden auch Waldbäume und verhindern weitgehend das Aufkommen von Baumbewuchs. Die Brunft ist im Oktober/November, die Tragzeit beträgt etwa fünf Monate, die Setzzeit ist im März/April. Es werden ein bis zwei Lämmer geboren, die Säugezeit beträgt etwa sechs Monate.
Das Fluchtverhalten der Europäischen Mufflons ist an ihren eigentlichen Hochgebirgslebensraum angepasst: Bei Bedrohung flüchten sie in unzugängliche Felswände. Im Flachland flüchten sie entsprechend nur kurze Strecken und werden so leichte Beute für Verfolger.

## Der Europäische Mufflon als Neozoon

### Geschichte
Es ist unklar, ob der Europäische Mufflon durch Beschneidung der Lebensräume und starke Bejagung vor 3000 bis 4000 Jahren in Europa ausgerottet wurde und einzig auf Korsika und Sardinien überlebte oder ob er erst in vorgeschichtlicher Zeit in den Mittelmeerraum eingeführt wurde. Nach Meinung mancher Zoologen ist der Europäische Mufflon kein echtes Wildschaf, sondern Nachfahre einer sehr ursprünglichen Hausschafrasse. Tatsächlich gibt es starke Anzeichen dafür, dass Europäische Mufflons erst vor etwa 7000 Jahren als Begleiter des jungsteinzeitlichen Menschen nach Korsika und Sardinien gelangten, da aus früheren Zeiten keine Spuren von ihnen auffindbar sind.
In den letzten 200 Jahren sind Europäische Mufflons in Europa an verschiedenen Stellen ausgesetzt worden. Bereits Prinz Eugen von Savoyen hielt in seinem Wiener Tierpark Muffelwild, wovon einige in den Lainzer Tiergarten gelangten. 1840 führte man dort weitere 19 Exemplare aus Korsika und Sardinien ein. Nach zwanzigjähriger Hege konnten bereits 60 Widder geschossen werden, und mit etwas später in Ungarn, Böhmen und Schlesien ausgesetzten Tieren machte man ähnliche Erfahrungen.
Seit Beginn des 20. Jahrhunderts wurden sie direkt aus Sardinien und Korsika als Park- und Jagdwild in Deutschland eingeführt. Hier trieb vor allem der Hamburger Kaufmann Oscar Louis Tesdorpf die Einbürgerung voran. Die ersten Exemplare wurden 1903 in der Göhrde ausgesetzt, die nächsten 1906 im Revier Harzgerode, dann folgten der Taunus und der Solling. Überall bevorzugte der Mufflon ebene oder niedere Lagen mit Waldbewuchs und nicht wie erwartet gebirgige Gegenden mit Felsen. Allmählich ging man dazu über, auch Hausschafmischlinge auszusetzen, insbesondere Kreuzungen mit dem Zackelschaf.
Nach einem Rückgang im Ersten Weltkrieg zählte man im Jahr 1938 allein im Deutschen Reich bereits wieder etwa 2.500 Stück. Nach einem neuen Rückgang im Zweiten Weltkrieg betrug der weltweite Bestand 1954 nur noch etwa 4.500 Stück. Danach erholten sich die Bestände aufgrund sorgfältiger Hege wieder und waren 1967 auf etwa 20.000 Stück angewachsen. In der Bundesrepublik Deutschland betrug der Bestand zu dieser Zeit 7.000, in Österreich über 2.000 und in Ungarn und der Tschechoslowakei ebenfalls 2.000 Stück. Nach dem Zweiten Weltkrieg kam es auch zu einzelnen neuen Ansiedlungen. So wurden Mufflons im Bayerischen Wald 1971 bis 1974 über den Wittelsbacher Ausgleichsfonds an der Südseite eingebürgert. In Luxemburg wurden im Januar 1969 einige Mufflons aus dem großherzoglichen Gehege bei Imbringen im Grünewald, wo es sie seit 1905 gab, in das staatliche Gehege bei Kaundorf im Ösling gebracht; sie wurden 1970 freigelassen und haben sich im Obersauer-Gebiet ausgebreitet. Außerdem gibt es Mufflons im Raume Hosingen (Ösling) und vor allem im Kanton Echternach (Gutland).

### Heutige Situation
Die Hauptvorkommen des Europäischen Mufflons befinden sich heute in Tschechien, Deutschland, Ungarn und Österreich. Größere Populationen bestehen auch noch in Frankreich, der Slowakei, Serbien, Kroatien und Bulgarien. In den eingeführten Populationen Mitteleuropas leben geschätzt über 60.000 Tiere (2005 waren es 90.000), die meisten davon mit 17.500 in Tschechien. Der Bestand in Deutschland betrug 2010 rund 15.600 Individuen (2005 waren es noch 20.600) in etwa 120 Teilpopulationen. In Ungarn leben rund 10.600 und in Österreich rund 7.500 Mufflons (keine Bestände in Vorarlberg). Anfang der 1980er Jahre wanderten Tiere von Frankreich her in den schweizerischen Kanton Wallis ein, wo heute zwei Kolonien mit einem Bestand von rund 200 Tieren vorkommen. Die IUCN führt den Europäischen Mufflon als gefährdet.
Der vor über 100 Jahren aus Sardinien und Korsika nach Deutschland eingeführte Bestand des Europäischen Mufflons wird durch die (natürliche) Rückkehr der Wölfe bedroht. Eine Ursache liegt im Fluchtverhalten der Wildschafe, die sich in ihrer ursprünglichen Heimat auf Felsen und Klippen retten können. Eine derartige Landschaft gibt es aber in Deutschland kaum. Dadurch sind die Wildschafe in den flacheren Landschaften Mitteleuropas mit ihren kurzen Sprints gegenüber schnellen Beutegreifern chancenlos. Daher können sich Europäische Mufflons hier weitgehend nur bei Abwesenheit von Fressfeinden halten. So wurde die Mufflonpopulation in den neu besiedelten Wolfsrevieren der sächsischen Lausitz innerhalb kurzer Zeit von den Wölfen ausgerottet, während die Populationsgrößen von Hirsch, Wildschwein und der Hauptbeute Reh nicht beeinträchtigt wurden. In der Göhrde bei Lüneburg verschwand der Mufflonbestand von 300 Stück binnen drei Jahren nach Auftreten des Wolfes. Auch in der Mittelgebirgslandschaft stellen sich die Umstände kaum anders dar, wie aktuell das Beispiel Harz zeigt, wo allerdings der Luchs als größerer Beutegreifer auftritt. Ähnlich erging es dem Europäischen Mufflon im Bayerischen Wald. Der dort zu Anfang der 1970er Jahre eingeführte und zeitweise auf fast 100 Tiere angewachsene Bestand sank bis Anfang 2008 wieder auf etwas mehr als 30 Exemplare im Gebiet des Geißkopfs, verursacht unter anderem durch den Luchs, aber auch durch Tourismus und Bejagung.

### Deutschland
In Deutschland wird die Bejagung des Mufflons durch das Jagdrecht nach dem Bundesjagdgesetz geregelt. In der Jagdsaison 2015/16 betrug die Jagdstrecke in Deutschland 8.000 Mufflons (2010/11 waren es 7.270), davon allein 3.000 in Rheinland-Pfalz und Thüringen, das entspricht 38 Prozent der Gesamtstrecke. Die Abschusszahlen sind im Gegensatz zu einigen anderen jagdbaren Wildtierarten seit mehr als zehn Jahren fast konstant. Die im Vergleich zum Bestand recht hohen Abschüsse resultieren aus der Absicht, die Bestände konstant zu halten, um Wildschäden zu begrenzen und eine gesunde Population zu erhalten. Die Entwicklung der Populationen unterscheidet sich von Bundesland zu Bundesland stark. Vor allem in Nordrhein-Westfalen, Rheinland-Pfalz und Thüringen bleiben die Strecken konstant, während sie in Brandenburg um etwa 90 % eingebrochen sind.

### Österreich
In der Jagdsaison 2015/16 betrug die Jagdstrecke in Österreich 2.450 Mufflons (2014/15 waren es 2.640), davon allein 885 in Niederösterreich, das entspricht 36 Prozent der Gesamtstrecke. In Salzburg wurde durch Die Grünen im Jahr 2016 die Haltung von u. a. Mufflons in Jagdgattern öffentlich gemacht und kritisiert. Der Tierethiker Martin Balluch erklärte es mit einem heutigen Tierschutzverständnis nicht vereinbar, gefangene Tiere für die Unterhaltung zu hetzen und zu töten.